# Station Spalding
Spalding is een spoorwegstation van National Rail in South Holland in Engeland. Het station is eigendom van Network Rail en wordt beheerd door East Midlands Railway. 